# Rivalidad Brock Lesnar-Roman Reigns

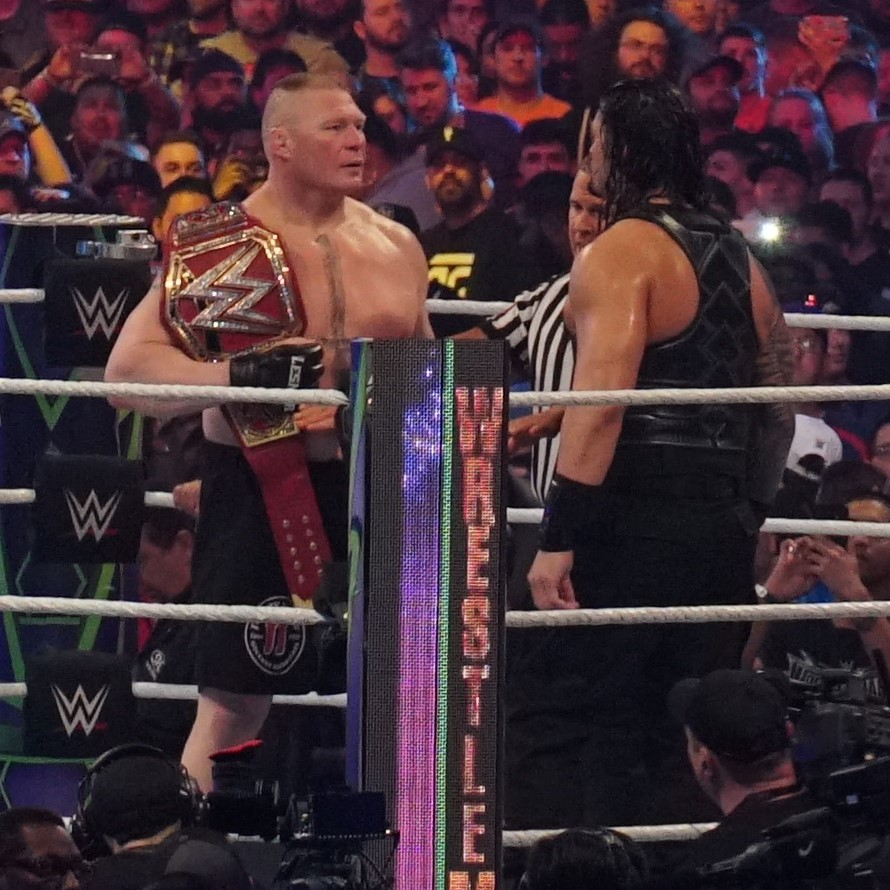
Brock Lesnar y Roman Reigns antes de su lucha por el Campeonato Universal de WWE en WrestleMania 34.

La rivalidad entre Brock Lesnar y Roman Reigns fue una importante rivalidad de lucha libre profesional, específicamente en WWE. Los orígenes de la enemistad entre ambos luchadores se remontan al año 2015 después de que Reigns fuese el vencedor del Royal Rumble y posteriormente desafiara a Brock Lesnar por el Campeonato Mundial Peso Pesado de la WWE en WrestleMania 31. La rivalidad se mantuvo hasta mediados de 2018, para reanudarse en 2021 cuando Lesnar regresó a la empresa luego de una larga ausencia. Es considerada por fanáticos y críticos como la más grande rivalidad de la década de 2010 (así como parte de la década de 2020) y una de las más controvertidas en la historia de la lucha libre profesional.
Reigns y Lesnar son los luchadores que más veces (un total de tres) protagonizaron el evento principal de WrestleMania, todos por un título mundial en juego. Protagonizando además de WrestleMania 31 (junto con Seth Rollins) por el Campeonato de WWE, también se enfrentaron en WrestleMania 34 por el Campeonato Universal de WWE, y la segunda noche de WrestleMania 38 por ambos títulos mundiales.

## Historia

### Inicios (2015-2016)

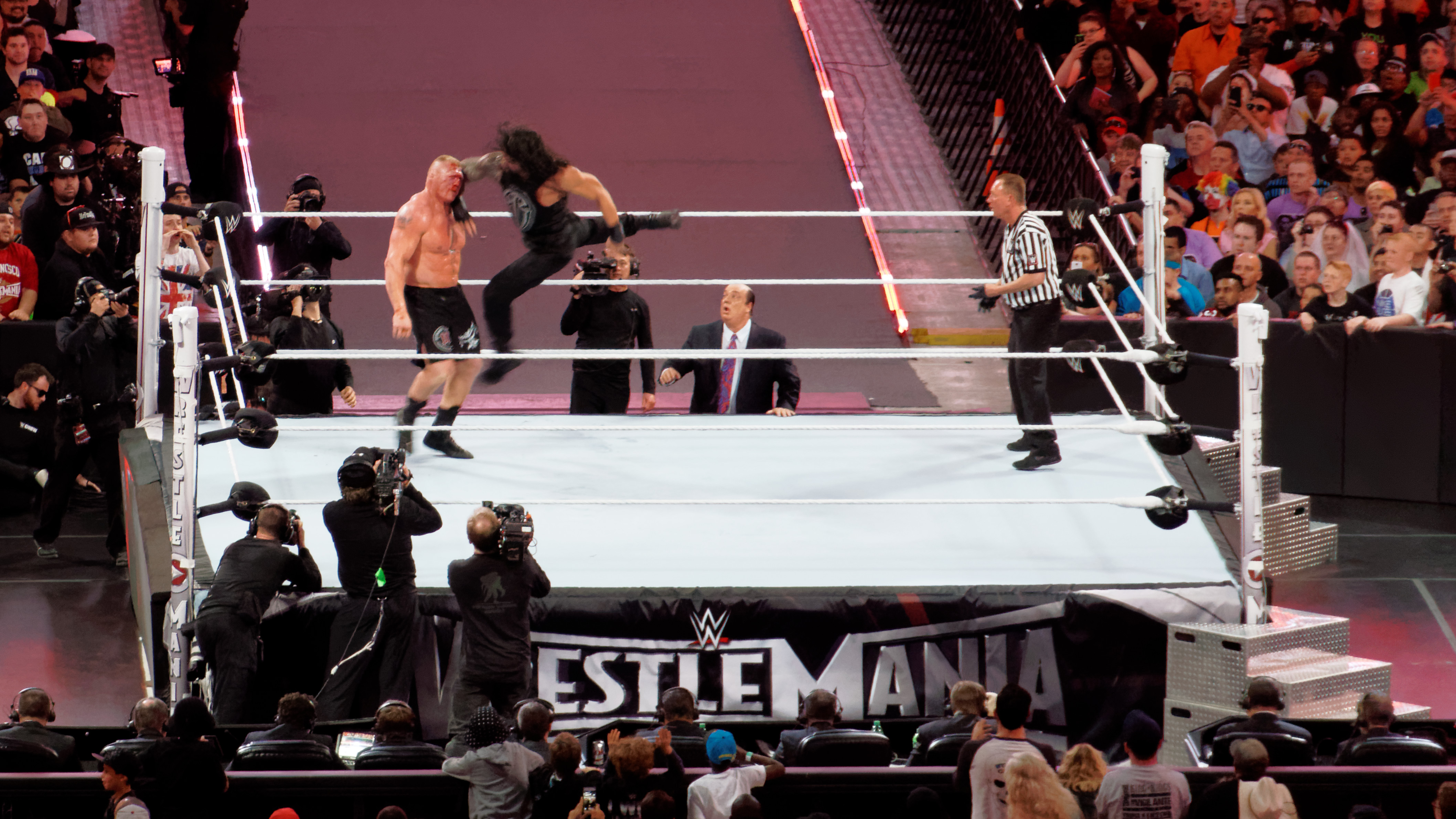
Roman Reigns y Brock Lesnar enfrentándose por el Campeonato Mundial Peso Pesado de la WWE en el evento principal de WrestleMania 31.

En Royal Rumble, Brock Lesnar defendió con éxito el Campeonato Mundial Peso Pesado de la WWE contra John Cena y Seth Rollins en una intensa triple amenaza, mientras que Roman Reigns fue el ganador del Royal Rumble match con la multitud de Filadelfia fuertemente abucheando el resultado debido a la pronta eliminación del favorito Daniel Bryan, otorgándole un combate por el título en el evento principal contra Lesnar en WrestleMania 31. En el episodio del 2 de febrero de Raw, a insistencia de The Authority para abordar la polémica victoria, Reigns accedió a poner su oportunidad en juego en una lucha en Fastlane. Más tarde en la noche, Daniel Bryan derrotó a Seth Rollins para ganarse el derecho de enfrentar a Reigns en el evento. En Fastlane, Reigns derrotó a Bryan para asegurar su oportunidad por el título contra Lesnar en WrestleMania. Poco antes del magno evento, se reconoció en la storyline que el contrato de Lesnar estaba fijado a expirar no mucho después. No obstante, en medio de especulaciones de que él regresaría a la Ultimate Fighting Championship (UFC), Lesnar anunció la firma de un nuevo contrato con WWE y su retiro de las artes marciales mixtas. El 29 de marzo en WrestleMania, cuando Reigns estaba por derrotar a Lesnar, aparece Rollins para hacer efectivo su contrato del Money in the Bank en lo que fue descrito como el «Robo del Siglo», convirtiendo la lucha en una triple amenaza, el cual Reigns fue derrotado cuando Rollins lo cubrió.
Tras esto, Reigns empezó un feudo con el mismo Rollins y los miembros de The Authority, derrotando a The Big Show en el evento Extreme Rules. Lesnar por su parte fue suspendido por Stephanie McMahon por atacar a los productores de Raw y a Michael Cole saciando su frustración de no obtener una oportunidad titular ante Rollins, por lo que la rivalidad se pausó.
En el episodio del 11 de enero de 2016 de Raw, Lesnar reapareció en la programación después de tres meses atacando a The New Day, Sheamus, Alberto Del Río, King Barrett, Rusev y Kevin Owens antes de aplicarle un F-5 a Reigns, quien previamente retuvo con éxito el Campeonato Mundial Peso Pesado de la WWE ante Sheamus. En Royal Rumble, tanto Reigns como Lesnar fueron participantes en la batalla real; ninguno se llevó la victoria al ser Lesnar eliminado por Bray Wyatt y Reigns por el eventual ganador Triple H, llevándose además el título que estaba en juego. El feudo entre ambos hombres se reavivó el 25 de febrero cuando se anunció una triple amenaza incluyendo a Dean Ambrose para el evento Fastlane cuyo ganador se enfrentaría a Triple H por el título en WrestleMania 32. Durante las siguientes semanas, Ambrose y Reigns no olvidaron su etapa por The Shield y se unieron –momentáneamente– contra Lesnar. El 22 de febrero en Fastlane, Reigns se llevó la victoria sobre Lesnar y Ambrose, cubriendo a este último con una Spear para ganarse una oportunidad por el Campeonato Mundial Peso Pesado de la WWE por segundo año consecutivo en un WrestleMania, derrotando finalmente a Triple H para convertirse en nuevo campeón.

### Duelos por el Campeonato Universal (2017-2018)
En el episodio del 19 de junio de 2017 de Raw, Reigns desafió a quien sea el poseedor del Campeonato Universal de la WWE de camino a SummerSlam, antes de ser atacado por Braun Strowman costándole su combate ante Samoa Joe. Durante ese mismo periodo, Lesnar regresaba a la programación para defender su presea ante Joe, mientras Reigns mantenía una fuerte rivalidad con Strowman rumbo al evento Great Balls of Fire. En el evento, Strowman derrotó a Reigns, pero éste luego lo encerró en la ambulancia y estrelló contra un camión, lesionando severamente a Strowman, y luego Lesnar derrotó a Joe para retener el Campeonato Universal de la WWE. En el episodio del 24 de julio de Raw, antes de que el gerente general Kurt Angle pudiera anunciar quién enfrentaría a Lesnar en SummerSlam, fue interrumpido por Reigns, Strowman y Joe para declarar sus casos. Angle entonces programó un Fatal 4-Way match para el evento, y los tres competidores se metieron entonces en una disputa, que tuvo que ser contenida por el roster. Finalmente el 20 de agosto en SummerSlam, Lesnar derrotó a Reigns, Strowman y Joe en un duro combate al revertir la Spear de Reigns en un F-5 para defender el título y de paso su estancia y la de su mánager Paul Heyman en WWE.
En 2018, Lesnar y Reigns reanudaron su rivalidad uno-contra-uno en torno al Campeonato Universal de la WWE a vísperas de WrestleMania 34. Esto, luego de que Shinsuke Nakamura eligiera luchar por el Campeonato de la WWE por su condición como ganador del Royal Rumble, y Kurt Angle anunciara que el ganador de la Elimination Chamber match en el PPV homónimo sería el retador al título de Lesnar. En este último evento, Reigns se llevó la victoria sobre otros 6 luchadores obteniendo así un boleto hacia uno de los combates principales de WrestleMania 34. Esto convirtió al duelo de Lesnar vs. Reigns en el segundo que se ha efectuado en dos eventos principales de WrestleMania y el primero con dos títulos diferentes, pues en 2015 se habían enfrentando por el Campeonato de la WWE en un combate que no tuvo ganador decisivo entre los dos debido al mencionado canje de Seth Rollins. No obstante, Reigns fue suspendido (kayfabe) por comentarios subidos de tono que hizo con respecto a Lesnar y la compañía. El 19 de marzo, Reigns fue arrestado por los alguaciles de los Estados Unidos por allanamiento de morada después de invadir Raw a pesar de su suspensión. Mientras participaba en una pelea con los mariscales, Reigns fue atacado por Lesnar. Ya en WrestleMania, ambos luchadores se enfrentaron en un combate que, a comparación que tuvieron tres años atrás, dejó bastante que desear, con Lesnar llevándose el triunfo con varios F-5 a un Reigns ensangrentado. Tras ello, se anunció que Lesnar defendería el título contra Reigns en una revancha en el evento Greatest Royal Rumble de Arabia Saudita, esta vez en un Steel Cage match. En el evento, Lesnar retuvo con el título luego de que Reigns le aplicase el Spear a través de la jaula y así darle accidentalmente la victoria y poner fin a otro capítulo de la rivalidad. Posteriormente, Reigns inició un feudo con Samoa Joe mientras que Lesnar volvía aprovechar su reducido contrato como luchador para tomarse un tiempo fuera.
Tras derrotar a Bobby Lashley en un combate para definir al contendiente #1 al Campeonato Universal de la WWE en SummerSlam, Reigns reavivó su feudo con Lesnar. En el episodio del 13 de agosto, después de llamar a Lesnar y Heyman, este último terminó rociando a Reigns con gas pimienta, lo que permitió que Lesnar le atacara. A pesar de ello, Reigns pudo finalmente derrotar a Lesnar para convertirse en el nuevo Campeón Universal de la WWE, finalizando así los 504 días de reinado de Lesnar. Durante Hell in a Cell, Lesnar reapareció para entrar dentro de la celda para atacar a Reigns y Braun Strowman, acabando la lucha sin ganador alguno.
Después de Hell in a Cell, se programó para Crown Jewel un duelo entre Reigns, Strowman y Lesnar por el Campeonato Universal de la WWE. Sin embargo el 22 de octubre en Raw, Reigns dejaría vacante el título y anunció que se tomaría un tiempo fuera de los cuadriláteros, revelando que su leucemia había regresado después de 11 años de lucha privada, por lo que la rivalidad con Lesnar una vez más se detuvo momentáneamente.

### Fin de la rivalidad (2021-2022)
En agosto de 2021, después de que Reigns retuviera el Campeonato Universal de la WWE (el cual llevaba ostentado por casi un año) en SummerSlam, se enfrentó a un Lesnar que regresaba en su primera aparición con nuevo look desde WrestleMania 36 en abril de 2020. Este careo reanudaría de nuevo la férrea rivalidad entre ambos, aunque con los matices de que Reigns estaba en su nueva faceta como The Tribal Chief y venía acompañado de un viejo conocido de Lesnar, Paul Heyman, quien había estado sirviendo como consejero especial de Reigns desde 2020. En el episodio del 10 de septiembre de SmackDown, Lesnar apareció de nuevo para confrontar a Reigns y afirmó que Heyman sabía algo respecto a su regreso en SummerSlam en un intento de causar descensos entre ambos. Lesnar entonces desafió a Heyman a aceptar un combate contra Reigns por el título en Crown Jewel, quien terminó aceptando a regañadientes. En el evento, Reigns defendió con éxito el título con ayuda de sus primos The Usos al golpear a Lesnar con el cinturón del título.
Días más tarde en SmackDown, Lesnar atacó a The Bloodline, a otros luchadores del roster y al personal de seguridad, lo cual llevó a ser suspendido indefinidamente por el oficial de la WWE Adam Pearce, y Lesnar respondió con dos F-5 sobre Pearce, quien lo multó a con un millón de dólares. En el episodio del 26 de noviembre, Sami Zayn ganó una batalla real para convertirse en el contendiente #1 al título de Reigns. Sin embargo, inmediatamente después del combate, se anunció que la suspensión de Lesnar se había levantado y que volvería la semana siguiente. Lesnar entonces convenció a Zayn de enfrentarse a Reigns por el título esa misma noche, anunciándose después que el ganador defendería el Campeonato Universal de la WWE contra él mismo en el evento Day 1. Sin embargo, antes del combate, Lesnar atacó a Zayn, lo que permitió a Reigns retener con facilidad el título. En el episodio del 17 de diciembre, Reigns despidió a Heyman como su «consejero especial» ya que afirmaba ser el responsable del retorno de Lesnar, que aparece para evitar que Heyman reciba una paliza de The Bloodline. La lucha entre ambos fue cancelada del evento debido a que Reigns dio positivo por COVID-19.
Lesnar, al no poder enfrentar a Reigns por el Campeonato Universal de la WWE, es agregado a la Fatal 5-Way match por el Campeonato de la WWE disputándose entre Seth Rollins, Kevin Owens, Bobby Lashley y el campeón Big E. Ante la sorpresa de muchos fanáticos, el mismo Lesnar se convirtió en nuevo campeón. En el siguiente Raw el 3 de enero, Lesnar se reunió con Paul Heyman, quien anunció que el primer contendiente por el título sería determinado por un combate fatal de cuatro esquinas entre Lashley, Owens, Rollins y Big E. Finalmente Lashley ganó el combate para enfrentarse a Lesnar por el Campeonato de la WWE en Royal Rumble, el cual logró con la ayuda de Reigns. Aunque no todo estaba perdido para Lesnar, decidiendo participar en el Royal Rumble match y ganarlo por segunda vez desde la edición de 2003. Por ello, Lesnar desafió a Reigns a un combate titular en WrestleMania 38 por el Campeonato Universal de la WWE, aunque también reafirmó su postura de que también iría por el Campeonato de la WWE en Elimination Chamber, lo cual terminó sucediendo ganando nuevamente el título de WWE. Luego, se anunció que el combate sería un Winner Takes All match, marcando la tercera vez en la historia que ambos luchadores colisionarían en el evento insignia de la empresa y la primera en que dos títulos mundiales estén en juego en un mismo combate. Después de la firma de contrato para WrestleMania 38, Lesnar atacó a todos los guardias de seguridad que habían sido contratados por Reigns para atacarlo, pero fue infructuoso para este último. En el evento principal de la noche 2 de WrestleMania, Reigns se quitaría la espinilla de la derrota en WrestleMania 34 y se llevó la victoria unificando así ambos campeonatos formando el Campeonato Universal Indiscutible de la WWE.
Meses después el 17 de junio en SmackDown, Reigns defendió con éxito los títulos ante Riddle. En ese instante, Lesnar reaparece desde su derrota en WrestleMania 38 para darle un apretón de manos a Reigns, aunque todo fue una artimaña para atacarlo a él y a The Usos, queriendo hacer efectiva su cláusula de revancha. Se anunció que Reigns defendería el Campeonato Universal Indiscutible de la WWE contra Lesnar en SummerSlam bajo la estipulación Last Man Standing match. El combate, a diferencia de los demás, cumplió con las expectativas in-ring siendo elogiada tanto por fanáticos como por críticos. Reigns ganó la lucha luego de que colocara pedazos de una de las mesas de transmisión sobre el cuerpo de Lesnar con tal de evitar de que rompiera la cuenta del árbitro, manteniendo su reinado como monarca indiscutible. Esto marcaría el final de un feudo histórico.